# Roncocreagris pycta
Espèce
Synonymes
- Microcreagris pycta Beier, 1959

Roncocreagris pycta est une espèce de pseudoscorpions de la famille des Neobisiidae.

## Distribution
Cette espèce est endémique de Galice en Espagne. Elle se rencontre dans les provinces de La Corogne et de Lugo.

## Description
Roncocreagris pycta mesure 1,3 mm.

## Systématique et taxinomie
Cette espèce a été décrite sous le protonyme Microcreagris pycta par Beier en 1959. Elle est placée dans le genre Roncocreagris par Mahnert en 1976.

## Publication originale
- Beier, 1959 : Ergänzungen zur iberischen Pseudoscorpioniden-Fauna. Eos, vol. 35, p. 113-131 (texte intégral).